# PRIDE 30
PRIDE 30: Fully Loaded fue un evento de artes marciales mixtas producido por PRIDE Fighting Championships, celebrado el 23 de octubre de 2005 en el Saitama Super Arena de Saitama.